# Persone di nome Luca
| Questa pagina contiene informazioni ricavate automaticamente dalle voci biografiche con l'ausilio del template Bio e di un bot. L'aggiornamento è periodico e automatico e ricostruisce completamente la pagina. Se manca una persona in questa lista, sei pregato di non aggiungerla, ma accertati piuttosto che la sua voce biografica contenga il template Bio e che i dati anagrafici siano correttamente compilati. Se il template Bio manca, inseriscilo tu stesso o, in alternativa, metti l'avviso {{tmp\|Bio}} che ne segnala la mancanza. Se i dati riportati sono sbagliati, correggi direttamente la voce biografica; le modifiche saranno visibili in questa lista entro pochi giorni. Per chiarimenti vedi il progetto antroponimi. La lista contiene solo le 837 persone che sono citate nell'enciclopedia e per le quali è stato implementato correttamente il template Bio. Pagina aggiornata al 6 ago 2025. |

Questa è una lista di persone presenti nell'enciclopedia che hanno il nome Luca, suddivise per attività principale.

## Abati(4)
- Luca Casali da Nicosia, abate italiano (Nicosia)
- Luca di Demenna, abate italiano (Demenna - Armento, † 984)
- Luca di Messina, abate italiano (Rossano - Messina, † 1149)
- Luca di Carbone, abate italiano (Calabria - Carbone)

## Agenti segreti(1)
- Luca Osteria, agente segreto italiano (Genova, n. 1905 - Genova, † 1988)

## Allenatori di calcio(32)
- Luca Altomare, allenatore di calcio e ex calciatore italiano (Cosenza, n. 1972)
- Luca Anania, allenatore di calcio e ex calciatore italiano (Milano, n. 1980)
- Luca Antei, allenatore di calcio e ex calciatore italiano (Roma, n. 1992)
- Luca Antonini, allenatore di calcio e ex calciatore italiano (Milano, n. 1982)
- Luca Belingheri, allenatore di calcio e ex calciatore italiano (Lovere, n. 1983)
- Luca Brunetti, allenatore di calcio e ex calciatore italiano (Cecina, n. 1964)
- Luca Bucci, allenatore di calcio e ex calciatore italiano (Bologna, n. 1969)
- Luca Ceccarelli, allenatore di calcio e ex calciatore italiano (Gambettola, n. 1983)
- Luca Cecconi, allenatore di calcio e ex calciatore italiano (Fucecchio, n. 1964)
- Luca Chiappino, allenatore di calcio e ex calciatore italiano (Genova, n. 1966)
- Luca Compagnon, allenatore di calcio, dirigente sportivo e ex calciatore italiano (Udine, n. 1972)
- Luca D'Angelo, allenatore di calcio e ex calciatore italiano (Pescara, n. 1971)
- Luca Ferro, allenatore di calcio e ex calciatore italiano (Savona, n. 1978)
- Luca Fusco, allenatore di calcio e ex calciatore italiano (Salerno, n. 1977)
- Luca Fusi, allenatore di calcio e ex calciatore italiano (Lecco, n. 1963)
- Luca Gentili, allenatore di calcio e ex calciatore italiano (San Severino Marche, n. 1972)
- Luca Giannini, allenatore di calcio e ex calciatore italiano (Sinalunga, n. 1948)
- Luca Gotti, allenatore di calcio e ex calciatore italiano (Adria, n. 1967)
- Luca Iodice, allenatore di calcio e ex calciatore svizzero (Wohlen, n. 1978)
- Luca Lomi, allenatore di calcio e ex calciatore italiano (Milano, n. 1971)
- Luca Luzardi, allenatore di calcio e ex calciatore italiano (Manerbio, n. 1970)
- Luca Marcato, allenatore di calcio e ex calciatore italiano (Dolo, n. 1967)
- Luca Mattei, allenatore di calcio e ex calciatore italiano (Livorno, n. 1964)
- Luca Mezzano, allenatore di calcio e ex calciatore italiano (Torino, n. 1977)
- Luca Mondini, allenatore di calcio e ex calciatore italiano (Parma, n. 1970)
- Luca Pierotti, allenatore di calcio e ex calciatore italiano (Gubbio, n. 1977)
- Luca Prina, allenatore di calcio, dirigente sportivo e ex calciatore italiano (Biella, n. 1965)
- Luca Radice, allenatore di calcio e ex calciatore svizzero (Uster, n. 1987)
- Luca Rigoni, allenatore di calcio e ex calciatore italiano (Schio, n. 1984)
- Luca Rossettini, allenatore di calcio e ex calciatore italiano (Padova, n. 1985)
- Luca Tognozzi, allenatore di calcio e ex calciatore italiano (Firenze, n. 1977)
- Luca Vigiani, allenatore di calcio e ex calciatore italiano (Firenze, n. 1976)

## Allenatori di calcio a 5(1)
- Luca Giampaolo, allenatore di calcio a 5 italiano (Roma, n. 1973)

## Allenatori di hockey su ghiaccio(3)
- Luca Cereda, allenatore di hockey su ghiaccio e ex hockeista su ghiaccio svizzero (Bellinzona, n. 1981)
- Luca Felicetti, allenatore di hockey su ghiaccio e ex hockeista su ghiaccio italiano (Cavalese, n. 1981)
- Luca Gianinazzi, allenatore di hockey su ghiaccio e ex hockeista su ghiaccio svizzero (n. 1993)

## Allenatori di pallacanestro(3)
- Luca Banchi, allenatore di pallacanestro italiano (Grosseto, n. 1965)
- Luca Bechi, allenatore di pallacanestro italiano (Livorno, n. 1970)
- Luca Dalmonte, allenatore di pallacanestro italiano (Imola, n. 1963)

## Allenatori di pallavolo(5)
- Luca Cantagalli, allenatore di pallavolo e ex pallavolista italiano (Cavriago, n. 1965)
- Luca Cristofani, allenatore di pallavolo italiano (Roma, n. 1969)
- Luca Mantoan, allenatore di pallavolo e ex pallavolista italiano (Moncalieri, n. 1966)
- Luca Monti, allenatore di pallavolo italiano (Pavia, n. 1962)
- Luca Moretti, allenatore di pallavolo e ex pallavolista italiano (Ancona, n. 1962)

## Alpinisti(1)
- Luca Vuerich, alpinista e fotografo italiano (Gemona del Friuli, n. 1975 - Udine, † 2010)

## Altisti(1)
- Luca Toso, ex altista italiano (Tavagnacco, n. 1964)

## Anglisti(1)
- Luca Gallesi, anglista, traduttore e insegnante italiano (Milano, n. 1961)

## Arbitri di calcio(6)
- Luca Banti, ex arbitro di calcio italiano (Livorno, n. 1974)
- Luca Barbeno, arbitro di calcio italiano (Brescia, n. 1981)
- Luca Massimi, arbitro di calcio italiano (Termoli, n. 1988)
- Luca Pairetto, arbitro di calcio italiano (Torino, n. 1984)
- Luca Palanca, ex arbitro di calcio italiano (Roma, n. 1970)
- Luca Zufferli, arbitro di calcio italiano (San Daniele del Friuli, n. 1990)

## Arbitri di calcio a 5(1)
- Luca Giacomin, ex arbitro di calcio a 5 italiano (Mestre, n. 1972)

## Architetti(8)
- Luca Beltrami, architetto, storico dell'arte e politico italiano (Milano, n. 1854 - Roma, † 1933)
- Luca Carimini, architetto italiano (Roma, n. 1830 - Roma, † 1890)
- Luca Danesi, architetto e matematico italiano (Ravenna, n. 1598 - Cento, † 1672)
- Luca Fancelli, architetto e scultore italiano (Settignano - Firenze)
- Luca Lucchini, architetto svizzero (Montagnola - Montagnola)
- Luca Mangoni, architetto e artista italiano (Milano, n. 1961)
- Luca Scacchetti, architetto, designer e teorico dell'architettura italiano (Milano, n. 1952 - Milano, † 2015)
- Luca Vecchione, architetto e ingegnere italiano

## Archivisti(1)
- Luca Peroni, archivista italiano (Varese, n. 1745 - Milano, † 1832)

## Arcieri(1)
- Luca Palazzi, arciere italiano (Castellarano, n. 1984)

## Arcivescovi cattolici(3)
- Luca Campano, arcivescovo cattolico e abate italiano (n. 1140 - Cosenza, † 1227)
- Luca di Strigonio, arcivescovo cattolico e diplomatico ungherese († 1181)
- Luca Stella, arcivescovo cattolico italiano (Venezia - Padova, † 1641)

## Arcivescovi ortodossi(1)
- Luca Crisoberge, arcivescovo ortodosso bizantino († 1169)

## Arrampicatori(1)
- Luca Zardini, arrampicatore italiano (Cortina d'Ampezzo, n. 1972)

## Artisti(9)
- Luca De Silva, artista italiano (Firenze, n. 1947 - Firenze, † 2018)
- Flycat, artista e writer italiano (Milano, n. 1970)
- Luca Francesconi, artista italiano (Mantova, n. 1979)
- Lucamaleonte, artista italiano (Roma, n. 1983)
- Luca Maria Patella, artista, fotografo e scrittore italiano (Roma, n. 1934 - Roma, † 2023)
- Luca Pignatelli, artista italiano (Milano, n. 1962)
- Luca Scacchi Gracco, artista, gallerista e critico d'arte italiano (Binago, n. 1930 - Milano, † 2014)
- Luca Vernizzi, artista e pittore italiano (Santa Margherita Ligure, n. 1941)
- Luca Vitone, artista italiano (Genova, n. 1964)

## Astrofisici(2)
- Luca Ciotti, astrofisico italiano (Firenze, n. 1964)
- Luca Perri, astrofisico e divulgatore scientifico italiano (San Giovanni Bianco, n. 1986)

## Astronomi(2)
- Luca Buzzi, astronomo italiano (Varese, n. 1982)
- Luca Pietro Strabla, astronomo italiano (n. 1963)

## Atlete paralimpiche(1)
- Luca Ekler, atleta paralimpica ungherese (Győr, n. 1998)

## Attivisti(2)
- Luca Cafiero, attivista e politico italiano (Napoli, n. 1936 - Milano, † 2016)
- Luca Casarini, attivista italiano (Venezia, n. 1967)

## Attori(38)
- Luca Amorosino, attore italiano (Roma, n. 1968)
- Luca Angeletti, attore italiano (Roma, n. 1974)
- Luca Argentero, attore, personaggio televisivo e ex modello italiano (Torino, n. 1978)
- Luca Avagliano, attore e sceneggiatore italiano (Prato, n. 1982)
- Luca Avallone, attore italiano (Milano, n. 1990)
- Luca Barbareschi, attore, regista teatrale e conduttore televisivo italiano (Montevideo, n. 1956)
- Luca Bastianello, attore italiano (Padova, n. 1979)
- Luca Biagini, attore e doppiatore italiano (Ville di Corsano, n. 1949)
- Luca Bizzarri, attore, comico e conduttore televisivo italiano (Genova, n. 1971)
- Luca Calvani, attore e personaggio televisivo italiano (Prato, n. 1974)
- Luca Camilletti, attore, artista e regista teatrale italiano (Prato, n. 1966)
- Luca Capuano, attore italiano (Napoli, n. 1977)
- Luca Cassol, attore, personaggio televisivo e conduttore radiofonico italiano (Milano, n. 1968)
- Luca Dal Fabbro, attore, doppiatore e direttore del doppiaggio italiano (Roma, n. 1951)
- Luca De Filippo, attore e regista teatrale italiano (Roma, n. 1948 - Roma, † 2015)
- Luca Ferrante, attore e doppiatore italiano (Roma, n. 1979)
- Luca Fiamenghi, attore e conduttore televisivo italiano (Milano, n. 1986)
- Luca Giacomelli Ferrarini, attore, cantante e regista italiano (Villafranca di Verona, n. 1983)
- Luca Guastini, attore italiano (Livorno, n. 1982)
- Luca Intoppa, attore e dialoghista italiano (Roma, n. 1966)
- Luca Lionello, attore italiano (Roma, n. 1964)
- Luca Lombardo, attore, illusionista e trasformista italiano (Napoli, n. 1983)
- Luca Magri, attore, regista e produttore cinematografico italiano (Parma, n. 1977)
- Luca Marinelli, attore italiano (Roma, n. 1984)
- Luca Micheletti, attore, regista teatrale e baritono italiano (Brescia, n. 1985)
- Luca Oriel, attore statunitense (n. 1997)
- Luca Riemma, attore italiano (Napoli, n. 1983)
- Luca Ronconi, attore e regista teatrale italiano (Susa, n. 1933 - Milano, † 2015)
- Luca Sandri, attore, doppiatore e direttore del doppiaggio italiano (Roma, n. 1966)
- Luca Sannino, attore italiano (Napoli, n. 1986)
- Luca Seta, attore italiano (Borgosesia, n. 1977)
- Luca Solesin, attore italiano (Milano, n. 1991)
- Luca Sportelli, attore italiano (Bari, n. 1927 - Roma, † 1999)
- Luca Turco, attore italiano (Torre del Greco, n. 1990)
- Luca Vecchi, attore, regista e sceneggiatore italiano (Roma, n. 1985)
- Luca Venantini, attore italiano (New York, n. 1970)
- Luca Ward, attore, doppiatore e direttore del doppiaggio italiano (Roma, n. 1960)
- Luca Zingaretti, attore e regista italiano (Roma, n. 1961)

## Attori teatrali(1)
- Luca Della Bianca, attore teatrale e scrittore italiano (Udine, n. 1965)

## Autori di giochi(1)
- Luca Giuliano, autore di giochi italiano (Rivalta Bormida, n. 1947)

## Autori televisivi(2)
- Luca Rea, autore televisivo e regista italiano (Sora, n. 1971)
- Luca Zanforlin, autore televisivo, conduttore televisivo e scrittore italiano (Ferrara, n. 1965)

## Aviatori(1)
- Luca Bertossio, aviatore italiano (Tricesimo, n. 1990)

## Avvocati(1)
- Luca Boneschi, avvocato e politico italiano (Milano, n. 1939 - Milano, † 2016)

## Banchieri(1)
- Luca Pitti, banchiere italiano (Firenze, n. 1395 - Firenze, † 1473)

## Baritoni(1)
- Luca Salsi, baritono italiano (San Secondo Parmense, n. 1975)

## Bassi-baritoni(1)
- Luca Pisaroni, basso-baritono italiano (Ciudad Bolívar, n. 1975)

## Batteristi(1)
- Ringo De Palma, batterista italiano (Torino, n. 1963 - Firenze, † 1990)

## Biatleti(1)
- Luca Bormolini, biatleta italiano (Sondalo, n. 1987)

## Bobbisti(2)
- Luca Magro, bobbista italiano (Cortina d'Ampezzo, n. 1963)
- Luca Ottolino, ex bobbista italiano (Bari, n. 1978)

## Canoisti(3)
- Luca Beccaro, canoista italiano (Monselice, n. 1997)
- Luca Negri, ex canoista italiano (Pavia, n. 1973)
- Luca Piemonte, ex canoista italiano (Gorizia, n. 1978)

## Canottieri(6)
- Luca Agamennoni, canottiere italiano (Livorno, n. 1980)
- Luca Borgonovo, canottiere italiano (Gravedona, n. 2004)
- Luca Chiumento, canottiere italiano (Padova, n. 1997)
- Luca Moncada, canottiere italiano (Palermo, n. 1978)
- Luca Parlato, canottiere italiano (Vico Equense, n. 1991)
- Luca Rambaldi, canottiere italiano (Ferrara, n. 1994)

## Cantanti(7)
- Luca Abort, cantante italiano (Torino, n. 1964 - Torino, † 2000)
- Luca Hänni, cantante e polistrumentista svizzero (Berna, n. 1994)
- Luca Jurman, cantante, musicista e arrangiatore italiano (Milano, n. 1967)
- Luca Leoni, cantante italiano (Bari, n. 1973)
- Luca Manca, cantante e musicista italiano (Milano, n. 1968)
- Luca Morino, cantante, compositore e produttore discografico italiano (Torino, n. 1962)
- Luca Sapio, cantante, musicista e produttore discografico italiano (Sora, n. 1975)

## Cantautori(15)
- Luca Barbarossa, cantautore e conduttore televisivo italiano (Roma, n. 1961)
- Luca Bassanese, cantautore italiano (Vicenza, n. 1975)
- Luca Bonaffini, cantautore, scrittore e produttore discografico italiano (Mantova, n. 1962)
- Luca Carboni, cantautore e musicista italiano (Bologna, n. 1962)
- LDA, cantautore e rapper italiano (Napoli, n. 2003)
- Luca Dirisio, cantautore italiano (Vasto, n. 1978)
- Luca Faggella, cantautore e compositore italiano (Livorno, n. 1964)
- Gaudiano, cantautore italiano (Foggia, n. 1991)
- Luca Madonia, cantautore e chitarrista italiano (Catania, n. 1957)
- Luca Maggiore, cantautore e attore teatrale italiano (Legnano, n. 1974)
- AKA 7even, cantautore italiano (Vico Equense, n. 2000)
- Luca Milani, cantautore e chitarrista italiano (Milano, n. 1978)
- Luca Napolitano, cantautore italiano (Avellino, n. 1986)
- Luca Prodan, cantautore italiano (Roma, n. 1953 - Buenos Aires, † 1987)
- Luca Sepe, cantautore italiano (Napoli, n. 1976)

## Cardinali(5)
- Luca Fieschi, cardinale italiano (Genova, n. 1270 - Avignone, † 1336)
- Luca Manzoli, cardinale italiano (Pontorme - Firenze, † 1411)
- Luca Ridolfucci Gentili, cardinale e vescovo cattolico italiano (Camerino - Perugia, † 1389)
- Luca Melchiore Tempi, cardinale e arcivescovo cattolico italiano (Firenze, n. 1688 - Roma, † 1762)
- Luca Antonio Virili, cardinale italiano (Roma, n. 1569 - Roma, † 1634)

## Cavalieri(1)
- Luca Roman, cavaliere italiano (Roma, n. 1985)

## Cestiste(1)
- Luca Ivanković, cestista croata (Spalato, n. 1987)

## Cestisti(25)
- Luca Ansaloni, ex cestista e allenatore di pallacanestro italiano (Bologna, n. 1967)
- Luca Blasetti, ex cestista italiano (Rieti, n. 1959)
- Luca Campani, cestista italiano (Montecchio Emilia, n. 1990)
- Luca Campogrande, cestista italiano (Roma, n. 1996)
- Luca Castelluccia, cestista italiano (Lanciano, n. 1986)
- Luca Cesana, cestista italiano (Erba, n. 1997)
- Luca Conte, ex cestista italiano (Correggio, n. 1980)
- Luca Conti, cestista italiano (Trento, n. 2000)
- Luca Dalla Vecchia, ex cestista italiano (Schio, n. 1978)
- Luca Fontecchio, cestista italiano (Pescara, n. 1991)
- Luca Gamba, ex cestista e allenatore di pallacanestro italiano (Bergamo, n. 1975)
- Luca Gandini, ex cestista e dirigente sportivo italiano (Trieste, n. 1985)
- Luca Garri, ex cestista italiano (Asti, n. 1982)
- Luca Ianes, ex cestista italiano (Merano, n. 1980)
- Luca Matteucci, ex cestista italiano (Cernusco sul Naviglio, n. 1984)
- Luca Severini, cestista italiano (Loreto, n. 1996)
- Luca Silvestrin, cestista italiano (Venezia, n. 1961 - Treviso, † 2021)
- Luca Sottana, ex cestista italiano (Treviso, n. 1982)
- Luca Tedeschini, cestista italiano (Carpi, n. 1980)
- Luca Usberti, ex cestista italiano (Reggio Emilia, n. 1973)
- Luca Valussi, cestista argentino (Resistencia, n. 1998)
- Luca Vencato, cestista italiano (Brescia, n. 1995)
- Luca Vildoza, cestista argentino (Mar del Plata, n. 1995)
- Luca Vincini, cestista italiano (Torino, n. 2003)
- Luca Vitali, ex cestista italiano (San Giorgio di Piano, n. 1986)

## Ciclisti su strada(23)
- Luca Ascani, ex ciclista su strada italiano (Loreto, n. 1983)
- Luca Barla, ex ciclista su strada italiano (Bordighera, n. 1987)
- Luca Cei, ex ciclista su strada italiano (Pietrasanta, n. 1975)
- Luca Celli, ex ciclista su strada italiano (Bologna, n. 1979)
- Luca Chirico, ex ciclista su strada italiano (Varese, n. 1992)
- Luca Colnaghi, ciclista su strada italiano (Lecco, n. 1999)
- Luca Colombo, ex ciclista su strada italiano (Cantù, n. 1969)
- Luca Covili, ciclista su strada italiano (Pavullo nel Frignano, n. 1997)
- Luca Dodi, ex ciclista su strada italiano (Parma, n. 1987)
- Luca Gelfi, ciclista su strada italiano (Bergamo, n. 1966 - Torre de' Roveri, † 2009)
- Luca Mazzanti, ex ciclista su strada italiano (Bologna, n. 1974)
- Luca Mozzato, ciclista su strada italiano (Arzignano, n. 1998)
- Luca Pacioni, ex ciclista su strada italiano (Gatteo, n. 1993)
- Luca Paletti, ciclista su strada e ciclocrossista italiano (Reggio Emilia, n. 2004)
- Luca Paolini, ex ciclista su strada italiano (Milano, n. 1977)
- Luca Pavanello, ex ciclista su strada italiano (n. 1969)
- Luca Raggio, ex ciclista su strada italiano (Chiavari, n. 1995)
- Luca Rastelli, ciclista su strada italiano (Cremona, n. 1999)
- Luca Rota, ex ciclista su strada italiano (Ponte San Pietro, n. 1963)
- Luca Solari, ex ciclista su strada italiano (Castel San Giovanni, n. 1979)
- Luca Van Boven, ciclista su strada belga (Zottegem, n. 2000)
- Luca Vergallito, ciclista su strada italiano (Milano, n. 1997)
- Luca Wackermann, ciclista su strada e mountain biker italiano (Rho, n. 1992)

## Ciclocrossisti(1)
- Luca Bramati, ex ciclocrossista e mountain biker italiano (Vaprio d'Adda, n. 1968)

## Clavicembalisti(1)
- Luca Oberti, clavicembalista e direttore d'orchestra italiano (Bergamo, n. 1982)

## Climatologi(1)
- Luca Mercalli, climatologo e divulgatore scientifico italiano (Torino, n. 1966)

## Comici(2)
- Checco Zalone, comico, showman e attore italiano (Bari, n. 1977)
- Luca Ravenna, comico e autore televisivo italiano (Milano, n. 1987)

## Compositori(11)
- Luca Bati, compositore italiano (Firenze, n. 1546 - Firenze, † 1608)
- Luca Chiaravalli, compositore, produttore discografico e arrangiatore italiano (Gallarate, n. 1971)
- Luca Francesconi, compositore e direttore d'orchestra italiano (Milano, n. 1956)
- Luca Lombardi, compositore italiano (Roma, n. 1945)
- Luca Marenzio, compositore, cantore e liutista italiano (Coccaglio, n. 1553 - Roma, † 1599)
- Luca Mosca, compositore e pianista italiano (Milano, n. 1957)
- Luca Pernici, compositore, musicista e produttore discografico italiano (Reggio nell'Emilia, n. 1969)
- Luca Antonio Predieri, compositore italiano (Bologna, n. 1688 - Bologna, † 1767)
- Luca Sorgo, compositore dalmata (Ragusa, n. 1734 - Ragusa, † 1789)
- Luca Tessadrelli, compositore italiano (Brescia, n. 1963)
- Luca Turilli, compositore, arrangiatore e produttore discografico italiano (Trieste, n. 1972)

## Condottieri(3)
- Luca di Girolamo degli Albizi, condottiero italiano († 1555)
- Luca Baffa, condottiero albanese (Albania - Napoli, † 1517)
- Luca di Canale, condottiero italiano

## Conduttori radiofonici(1)
- Luca Gattuso, conduttore radiofonico e giornalista italiano (Milano, n. 1964)

## Conduttori televisivi(1)
- Luca Sardella, conduttore televisivo, cantautore e agronomo italiano (San Severo, n. 1956)

## Costumisti(2)
- Luca Canfora, costumista italiano (Napoli, n. 1972 - Capri, † 2023)
- Luca Sabatelli, costumista e scenografo italiano (Firenze, n. 1936 - Milano, † 2023)

## Criminali(1)
- Luca Delfino, criminale italiano (Sanremo, n. 1977)

## Criminologi(1)
- Luca Marrone, criminologo e giornalista italiano (Roma, n. 1973)

## Critici cinematografici(1)
- Luca Bandirali, critico cinematografico italiano (Latina, n. 1973)

## Critici d'arte(2)
- Luca Beatrice, critico d'arte e saggista italiano (Torino, n. 1961 - Torino, † 2025)
- Luca Nannipieri, critico d'arte, storico dell'arte e scrittore italiano (Pisa, n. 1979)

## Curatori editoriali(1)
- Luca Del Savio, curatore editoriale italiano (Milano, n. 1971)

## Danzatori(2)
- Luca Acri, ballerino giapponese (n. 1992)
- Luca Tommassini, ballerino, coreografo e direttore artistico italiano (Roma, n. 1970)

## Danzatori su ghiaccio(1)
- Luca Lanotte, danzatore su ghiaccio italiano (Milano, n. 1985)

## Designer(1)
- Luca Iaconi-Stewart, designer statunitense (San Francisco, n. 1991)

## Diplomatici(4)
- Luca Attanasio, diplomatico italiano (Saronno, n. 1977 - Goma, † 2021)
- Luca Grimaldi, diplomatico italiano (Genova - † 1275)
- Luca Orsini Baroni, diplomatico e politico italiano (Fornacette, n. 1871 - Roma, † 1948)
- Luca Pietromarchi, diplomatico italiano (Roma, n. 1895 - Roma, † 1978)

## Direttori della fotografia(2)
- Luca Bigazzi, direttore della fotografia italiano (Milano, n. 1958)
- Luca Comerio, direttore della fotografia, regista e produttore cinematografico italiano (Milano, n. 1878 - Mombello di Limbiate, † 1940)

## Direttori di coro(1)
- Luca Pitteri, direttore di coro italiano (Venezia, n. 1962)

## Dirigenti d'azienda(7)
- Luca Balestrieri, dirigente d'azienda italiano (Firenze, n. 1953)
- Luca Valerio Camerano, dirigente d'azienda italiano (Roma, n. 1963)
- Luca Desiata, dirigente d'azienda, latinista e enigmista italiano (Isernia, n. 1971)
- Luca Maestri, dirigente d'azienda italiano (Roma, n. 1963)
- Luca Percassi, dirigente d'azienda e ex calciatore italiano (Milano, n. 1980)
- Luca Tiraboschi, dirigente d'azienda e scrittore italiano (Bergamo, n. 1963)
- Luca de Meo, dirigente d'azienda italiano (Milano, n. 1967)

## Dirigenti sportivi(11)
- Luca Baraldi, dirigente sportivo, dirigente d'azienda e ex calciatore italiano (Modena, n. 1960)
- Luca Bergamini, dirigente sportivo e ex giocatore di calcio a 5 italiano (Roma, n. 1961)
- Luca Boscoscuro, dirigente sportivo e ex pilota motociclistico italiano (Schio, n. 1971)
- Luca Castellazzi, dirigente sportivo, allenatore di calcio e ex calciatore italiano (Gorgonzola, n. 1975)
- Luca Cavallo, dirigente sportivo, allenatore di calcio e ex calciatore italiano (Rossiglione, n. 1973)
- Luca Infante, dirigente sportivo e ex cestista italiano (Nocera Inferiore, n. 1982)
- Luca Lechthaler, dirigente sportivo e ex cestista italiano (Mezzocorona, n. 1986)
- Luca Marchegiani, dirigente sportivo e ex calciatore italiano (Ancona, n. 1966)
- Luca Matteassi, dirigente sportivo e ex calciatore italiano (Grosseto, n. 1979)
- Luca Pancalli, dirigente sportivo, politico e pentatleta italiano (Roma, n. 1964)
- Luca Scinto, dirigente sportivo e ex ciclista su strada italiano (Fucecchio, n. 1968)

## Disc jockey(2)
- Luca De Gennaro, disc jockey, critico musicale e conduttore radiofonico italiano (Torino, n. 1959)
- Lumix, disc jockey austriaco (Rohrbach-Berg, n. 2002)

## Disegnatori(1)
- Luca Vannini, disegnatore e fumettista italiano (Roma, n. 1961 - † 2024)

## Dogi(6)
- Luca Giustiniani, doge (Genova, n. 1586 - Genova, † 1651)
- Luca Grimaldi De Castro, doge (Genova, n. 1530 - Genova, † 1611)
- Luca Grimaldi, doge (Genova, n. 1675 - Genova, † 1750)
- Luca Maria Invrea, doge (Genova, n. 1624 - Genova, † 1693)
- Luca Spinola, doge (Genova, n. 1489 - Genova, † 1579)
- Luca Spinola, doge italiano (Genova, n. 1628 - Genova, † 1715)

## Doppiatori(6)
- Luca Bottale, doppiatore, direttore del doppiaggio e conduttore televisivo italiano (Milano, n. 1967)
- Luca Eliani, doppiatore italiano (Roma, n. 1972)
- Luca Ghignone, doppiatore e direttore del doppiaggio italiano (Cuneo, n. 1973)
- Luca Mannocci, doppiatore italiano (Roma, n. 1985)
- Luca Ernesto Mellina, doppiatore italiano (Bologna, n. 1932)
- Luca Semeraro, doppiatore, direttore del doppiaggio e dialoghista italiano (Martina Franca, n. 1962)

## Editori(2)
- Luca De Michelis, editore italiano (Venezia, n. 1967)
- Luca Formenton, editore italiano (Milano, n. 1953)

## Entomologi(1)
- Luca Toledano, entomologo italiano (Verona, n. 1963)

## Fantini(1)
- Luca Minisini, fantino italiano (Livorno, n. 1977)

## Filosofi(1)
- Luca Fonnesu, filosofo italiano (Milano, n. 1960)

## Fisici(1)
- Luca Gammaitoni, fisico e saggista italiano (Perugia, n. 1961)

## Fotografi(2)
- Luca Bracali, fotografo, regista e esploratore italiano (Pistoia, n. 1965)
- Luca Campigotto, fotografo italiano (Venezia, n. 1962)

## Francescani(1)
- Luca Wadding, francescano e storico irlandese (Waterford, n. 1588 - Roma, † 1657)

## Fumettisti(9)
- Luca Boschi, fumettista, giornalista e blogger italiano (Pistoia, n. 1956 - Pistoia, † 2022)
- Luca Enoch, fumettista italiano (Milano, n. 1962)
- Tito Faraci, fumettista, scrittore e tastierista italiano (Gallarate, n. 1965)
- Luca Genovese, fumettista italiano (Montebelluna, n. 1977)
- Luca Giorgi, fumettista e illustratore italiano (Rimini, n. 1986)
- Luca Panciroli, fumettista italiano (Firenze, n. 1968)
- Luca Raimondo, fumettista italiano (Salerno, n. 1972)
- Luca Rossi, fumettista italiano (Verona, n. 1969)
- Luca Salvagno, fumettista italiano (Chioggia, n. 1962)

## Generali(3)
- Luca Goretti, generale italiano (Roma, n. 1962)
- Luca Montuori, generale e politico italiano (Avellino, n. 1859 - Genova, † 1952)
- Luca Notara, generale bizantino (Monemvasia - Costantinopoli, † 1453)

## Geologi(1)
- Luca Bindi, geologo italiano (Prato, n. 1971)

## Gesuiti(1)
- Luca Pinelli, gesuita e teologo italiano (Melfi, n. 1542 - Napoli, † 1607)

## Giocatori di baseball(1)
- Luca Panerati, ex giocatore di baseball italiano (Grosseto, n. 1989)

## Giocatori di calcio a 5(5)
- Luca Ippoliti, giocatore di calcio a 5 italiano (Marino, n. 1979)
- Luca Leggiero, giocatore di calcio a 5 italiano (Monopoli, n. 1984)
- Luca Leofreddi, ex giocatore di calcio a 5 italiano (Genzano, n. 1980)
- Luca Marchetti, giocatore di calcio a 5 italiano (Roma, n. 1977)
- Luca Morassi, giocatore di calcio a 5 italiano (Udine, n. 1991)

## Giocatori di football americano(4)
- Luca Bellora, ex giocatore di football americano e allenatore di football americano italiano (Gallarate, n. 1965)
- Luca Jeckstadt, giocatore di football americano tedesco (n. 1999)
- Luca Salvo, giocatore di football americano tedesco (Monaco di Baviera, n. 1997)
- Luca Steiner, giocatore di football americano svizzero (Zurigo, n. 1991)

## Giocatori di poker(1)
- Luca Pagano, giocatore di poker italiano (Treviso, n. 1978)

## Giocatori di snooker(1)
- Luca Brecel, giocatore di snooker belga (Dilsen-Stokkem, n. 1995)

## Giornalisti(32)
- Luca Arnaù, giornalista, scrittore e sceneggiatore italiano (Genova, n. 1965)
- Luca Assarino, giornalista e scrittore italiano (Potosí, n. 1602 - Torino, † 1672)
- Luca Attanasio, giornalista e scrittore italiano (Roma, n. 1964)
- Luca Bonaccorsi, giornalista e conduttore televisivo italiano (Roma, n. 1969)
- Luca Bottura, giornalista, scrittore e conduttore radiofonico italiano (Bologna, n. 1967)
- Luca Carra, giornalista e saggista italiano (Milano, n. 1960)
- Luca Cicolella, giornalista e scrittore italiano (Cerignola, n. 1924 - Foggia, † 1986)
- Luca De Biase, giornalista e saggista italiano (Verona, n. 1956)
- Luca Dello Iacovo, giornalista e blogger italiano (Benevento, n. 1980 - Latina, † 2013)
- Luca Desiato, giornalista e scrittore italiano (Roma, n. 1941)
- Luca Di Martino, giornalista, saggista e scrittore italiano (Palermo, n. 1975)
- Luca Di Schiena, giornalista e dirigente d'azienda italiano (Andria, n. 1921 - Roma, † 1994)
- Luca Dini, giornalista italiano (Sant'Angelo in Vado, n. 1965)
- Luca Dondoni, giornalista, conduttore radiofonico e critico musicale italiano (Milano, n. 1961)
- Luca Giurato, giornalista e conduttore televisivo italiano (Roma, n. 1939 - Santa Marinella, † 2024)
- Luca Goldoni, giornalista, scrittore e umorista italiano (Parma, n. 1928 - Casalecchio di Reno, † 2023)
- Luca Marianantoni, giornalista e blogger italiano (Firenze, n. 1967)
- Luca Mattiucci, giornalista italiano (Napoli, n. 1982)
- Luca Mazzà, giornalista italiano (Roma, n. 1962)
- Luca Pavolini, giornalista e politico italiano (Roma, n. 1922 - Roma, † 1986)
- Luca Pignato, giornalista, poeta e scrittore italiano (Caltanissetta, n. 1892 - Palermo, † 1955)
- Luca Raffaelli, giornalista, saggista e sceneggiatore italiano (Roma, n. 1959)
- Luca Rigoni, giornalista e conduttore televisivo italiano (Roma, n. 1964)
- Luca Rosini, giornalista, regista e conduttore televisivo italiano (Bentivoglio, n. 1977)
- Luca Salvetti, giornalista e politico italiano (Livorno, n. 1966)
- Luca Serafini, giornalista e scrittore italiano (Milano, n. 1961)
- Luca Signorelli, giornalista e critico musicale italiano
- Luca Sofri, giornalista, blogger e conduttore radiofonico italiano (Massa, n. 1964)
- Luca Telese, giornalista, saggista e autore televisivo italiano (Cagliari, n. 1970)
- Luca Tentoni, giornalista e saggista italiano (Roma, n. 1966)
- Luca Ubaldeschi, giornalista italiano (Novi Ligure, n. 1963)
- Luca Valtorta, giornalista italiano (Milano, n. 1964)

## Giuristi(3)
- Luca Antonini, giurista italiano (Gallarate, n. 1963)
- Luca Bolognini, giurista e saggista italiano (Dolo, n. 1979)
- Luca da Penne, giurista italiano (Penne, n. 1325)

## Hockeisti su ghiaccio(10)
- Luca Ansoldi, ex hockeista su ghiaccio italiano (Merano, n. 1982)
- Luca Cunti, hockeista su ghiaccio svizzero (Zurigo, n. 1989)
- Luca Fazzini, hockeista su ghiaccio svizzero (Lugano, n. 1995)
- Luca Frigo, hockeista su ghiaccio italiano (Moncalieri, n. 1993)
- Luca Mattivi, ex hockeista su ghiaccio italiano (Trento, n. 1995)
- Luca Rigoni, ex hockeista su ghiaccio e ex hockeista in-line italiano (Asiago, n. 1975)
- Luca Sbisa, ex hockeista su ghiaccio italiano (Ozieri, n. 1990)
- Luca Scardoni, hockeista su ghiaccio italiano (Bressanone, n. 1984)
- Luca Zanatta, hockeista su ghiaccio italiano (Pieve di Cadore, n. 1991)
- Luca Zandonella, ex hockeista su ghiaccio italiano (San Candido, n. 1987)

## Hockeisti su pista(1)
- Luca Giaroni, ex hockeista su pista e allenatore di hockey su pista italiano (Lodi, n. 1972)

## Hockeisti su prato(1)
- Luca Masso, hockeista su prato argentino (Bruxelles, n. 1994)

## Illustratori(1)
- Luca Tarlazzi, illustratore e fumettista italiano (Lugo, n. 1962)

## Imprenditori(6)
- Luca Barilla, imprenditore italiano (Milano, n. 1960)
- Luca Campedelli, imprenditore e dirigente sportivo italiano (Verona, n. 1968)
- Luca Garavoglia, imprenditore italiano (Milano, n. 1969)
- Luca Magni, imprenditore e dirigente d'azienda italiano (Monza, n. 1960)
- Luca Cordero di Montezemolo, imprenditore, dirigente d'azienda e ex politico italiano (Bologna, n. 1947)
- Luca Montrone, imprenditore e editore italiano (Conversano, n. 1939)

## Incisori(1)
- Luca Ciamberlano, incisore e pittore italiano (Urbino, n. 1580 - Roma, † 1641)

## Ingegneri(5)
- Luca Baldisserri, ingegnere italiano (Bologna, n. 1962)
- Luca Dal Fabbro, ingegnere e dirigente d'azienda italiano (Milano, n. 1966)
- Luca Furbatto, ingegnere italiano (Torino, n. 1972)
- Luca Marmorini, ingegnere italiano (Arezzo, n. 1961)
- Luca Martini, ingegnere e scrittore italiano (Firenze, n. 1507 - Pisa, † 1561)

## Inventori(1)
- Luca Barnocchi, inventore e ingegnere italiano (Verchiano, n. 1905 - Foligno, † 1974)

## Karateka(3)
- Luca Brancaleon, karateka italiano (Rovigo, n. 1982)
- Luca Maresca, karateka italiano (Napoli, n. 1993)
- Luca Valdesi, karateka italiano (Palermo, n. 1976)

## Latinisti(1)
- Luca Canali, latinista, scrittore e traduttore italiano (Roma, n. 1925 - Roma, † 2014)

## Letterati(1)
- Luca Contile, letterato, commediografo e poeta italiano (Cetona, n. 1505 - Pavia, † 1574)

## Linguisti(2)
- Luca Perrone, linguista italiano (Frascineto, n. 1920 - † 1984)
- Luca Serianni, linguista e italianista italiano (Roma, n. 1947 - Roma, † 2022)

## Liutai(1)
- Luca Primon, liutaio italiano (Trento, n. 1952 - Trento, † 2017)

## Magistrati(1)
- Luca Palamara, ex magistrato e politico italiano (Roma, n. 1969)

## Maratoneti(1)
- Luca Barzaghi, ex maratoneta, ex mezzofondista e ex triatleta italiano (Monza, n. 1968)

## Matematici(1)
- Luca Valerio, matematico italiano (Napoli, n. 1553 - Roma, † 1618)

## Medici(2)
- Luca Ghini, medico, botanico e farmacologo italiano (Croara di Casalfiumanese, n. 1490 - Bologna, † 1556)
- Luca Tozzi, medico italiano (Frignano, n. 1638 - Napoli, † 1717)

## Meteorologi(1)
- Luca Lombroso, meteorologo italiano (Novara, n. 1964)

## Mezzofondisti(2)
- Luca Ursano, mezzofondista italiano (Catanzaro, n. 1999)
- Luca Vandi, ex mezzofondista italiano (n. 1962)

## Militari(3)
- Luca Balsofiore, militare italiano (Forio, n. 1906 - Mediterraneo Centrale, † 1941)
- Luca Parmitano, militare e astronauta italiano (Paternò, n. 1976)
- Luca Savelli di Giovanni, militare e politico italiano (Roma - Roma, † 1309)

## Montatori(2)
- Luca Gasparini, montatore e regista italiano (Bergamo, n. 1958)
- Luca Montanari, montatore italiano (Roma, n. 1965)

## Mountain biker(1)
- Luca Braidot, mountain biker e ciclocrossista italiano (Gorizia, n. 1991)

## Multiplisti(1)
- Luca Ceglie, multiplista italiano (Bari, n. 1979)

## Musicisti(8)
- Luca Serio Bertolini, musicista, cantante e chitarrista italiano (Bologna, n. 1976)
- Luca Formentini, musicista italiano (Brescia, n. 1968)
- Luca Giovanardi, musicista italiano (Sassuolo, n. 1974)
- Luca Ruggero Jacovella, musicista italiano (Monterotondo, n. 1966)
- Luca Miti, musicista e compositore italiano (Roma, n. 1957)
- Luca Scherani, musicista e compositore italiano (Genova, n. 1978)
- Luca Spagnoletti, musicista e compositore italiano (Milano, n. 1954)
- Luca Urbani, musicista italiano (Monza, n. 1974)

## Musicologi(1)
- Luca Cerchiari, musicologo e critico musicale italiano (Milano, n. 1957)

## Navigatori(1)
- Luca Tarigo, navigatore italiano (Genova)

## Nobili(3)
- Luca di Graben di Stein, nobile e militare austriaco († 1550)
- Luca Martin di San Martino, nobile italiano (Torino, n. 1785 - Torino, † 1866)
- Luca Pertusati, I conte di Castelferro, nobile e politico italiano (Alessandria, n. 1637 - Milano, † 1718)

## Numismatici(1)
- Luca Gianazza, numismatico italiano (Castellanza, n. 1974)

## Nuotatori(13)
- Luca Baggio, ex nuotatore italiano (Napoli, n. 1989)
- Luca Baldini, ex nuotatore italiano (Messina, n. 1976)
- Luca Belfiore, ex nuotatore italiano (Roma, n. 1973)
- Luca Bianchin, ex nuotatore italiano (Milano, n. 1971)
- Luca De Tullio, nuotatore italiano (Bari, n. 2003)
- Luca Dotto, nuotatore italiano (Camposampiero, n. 1990)
- Luca Ferretti, ex nuotatore italiano (Livorno, n. 1984)
- Luca Leonardi, ex nuotatore italiano (Milano, n. 1991)
- Luca Marin, ex nuotatore italiano (Vittoria, n. 1986)
- Luca Pellegrini, ex nuotatore italiano (Amelia, n. 1964)
- Luca Pizzini, ex nuotatore italiano (Verona, n. 1989)
- Luca Sacchi, ex nuotatore e commentatore televisivo italiano (Milano, n. 1968)
- Luca Serio, nuotatore italiano (Grottaglie, n. 2003)

## Opinionisti(1)
- Luca Marelli, opinionista e ex arbitro di calcio italiano (Como, n. 1972)

## Orientisti(1)
- Luca Dallavalle, orientista italiano (Cles, n. 1987)

## Ostacoliste(1)
- Luca Kozák, ostacolista ungherese (Debrecen, n. 1996)

## Pallanuotisti(9)
- Luca Bittarello, ex pallanuotista e allenatore di pallanuoto italiano (Genova, n. 1990)
- Luca Damonte, pallanuotista italiano (Genova, n. 1992)
- Luca Di Rocco, pallanuotista italiano (Roma, n. 1989)
- Luca Fondelli, pallanuotista italiano (Genova, n. 1988)
- Luca Fulcheris, pallanuotista italiano (Savona, n. 1993)
- Luca Giustolisi, pallanuotista, allenatore di pallanuoto e dirigente sportivo italiano (Trieste, n. 1970 - † 2023)
- Luca Marziali, pallanuotista italiano (Fermo, n. 1991)
- Luca Minetti, ex pallanuotista e allenatore di pallanuoto italiano (Genova, n. 1974)
- Luca Mugelli, pallanuotista italiano (Fiesole, n. 1991)

## Pallavolisti(10)
- Luca Beccaro, pallavolista italiano (Camposampiero, n. 1988)
- Luca Borgogno, pallavolista italiano (Cuneo, n. 1993)
- Luca Catellani, pallavolista italiano (Montecchio Emilia, n. 1991)
- Luca Francesconi, pallavolista italiano (Cagliari, n. 1983)
- Luca Porro, pallavolista italiano (Genova, n. 2004)
- Luca Presta, pallavolista italiano (Belvedere Marittimo, n. 1995)
- Luca Sartoretti, pallavolista italiano (Ravenna, n. 1995)
- Luca Spirito, pallavolista italiano (Savona, n. 1993)
- Luca Tencati, ex pallavolista italiano (Cremona, n. 1979)
- Luca Vettori, ex pallavolista italiano (Parma, n. 1991)

## Patriarchi cattolici(1)
- Luca Ermenegildo Pasetto, patriarca cattolico italiano (Padova, n. 1871 - Venezia, † 1954)

## Pattinatori artistici a rotelle(1)
- Luca D'Alisera, pattinatore artistico a rotelle italiano (Roma, n. 1981)

## Pattinatori di short track(1)
- Luca Spechenhauser, pattinatore di short track italiano (Sondalo, n. 2000)

## Pattinatori di velocità in-line(1)
- Luca Presti, ex pattinatore di velocità in-line italiano (Catania, n. 1980)

## Pattinatori di velocità su ghiaccio(1)
- Luca Stefani, pattinatore di velocità su ghiaccio italiano (Asiago, n. 1987)

## Personaggi televisivi(2)
- Luca Abete, personaggio televisivo italiano (Avellino, n. 1973)
- Luca Laurenti, personaggio televisivo, cantante e attore italiano (Roma, n. 1963)

## Pianisti(3)
- Luca Flores, pianista e compositore italiano (Palermo, n. 1956 - Montevarchi, † 1995)
- Luca Longobardi, pianista e compositore italiano (San Lucido, n. 1976)
- Luca Sestak, pianista e compositore tedesco (Celle, n. 1995)

## Piloti automobilistici(8)
- Luca Badoer, ex pilota automobilistico italiano (Montebelluna, n. 1971)
- Luca Betti, pilota automobilistico e personaggio televisivo italiano (Cuneo, n. 1978)
- Luca Drudi, pilota automobilistico italiano (Rimini, n. 1962)
- Luca Engstler, pilota automobilistico tedesco (Wiggensbach, n. 2000)
- Luca Filippi, pilota automobilistico italiano (Savigliano, n. 1985)
- Luca Ghiotto, pilota automobilistico italiano (Arzignano, n. 1995)
- Luca Moro, pilota automobilistico italiano (Cagliari, n. 1973 - Milano, † 2014)
- Luca Riccitelli, pilota automobilistico italiano (Fabriano, n. 1971)

## Piloti di rally(2)
- Luca Pedersoli, pilota di rally italiano (Gavardo, n. 1971)
- Luca Rossetti, pilota di rally italiano (Pordenone, n. 1976)

## Piloti motociclistici(10)
- Luca Bernardi, pilota motociclistico sammarinese (San Marino, n. 2001)
- Luca Cadalora, pilota motociclistico italiano (Modena, n. 1963)
- Luca D'Addato, pilota motociclistico italiano (Vimercate, n. 1984)
- Luca Lunetta, pilota motociclistico italiano (Roma, n. 2006)
- Luca Marconi, pilota motociclistico italiano (Rimini, n. 1989)
- Luca Marini, pilota motociclistico italiano (Urbino, n. 1997)
- Luca Minutilli, pilota motociclistico italiano (Terracina, n. 1971)
- Luca Salvadori, pilota motociclistico italiano (Milano, n. 1992 - Lipsia, † 2024)
- Luca Scassa, pilota motociclistico italiano (Arezzo, n. 1983)
- Luca Verdini, pilota motociclistico italiano (Pesaro, n. 1985)

## Pistard(2)
- Luca Ceci, pistard italiano (Ascoli Piceno, n. 1988)
- Luca Spiegel, pistard tedesco (Landau in der Pfalz, n. 2004)

## Pittori(26)
- Luca Albino, pittore italiano (Maiori, n. 1884 - Maiori, † 1952)
- Luca Alinari, pittore italiano (Firenze, n. 1943 - Firenze, † 2019)
- Luca Barbieri, pittore italiano (Bologna)
- Luca Baudo, pittore italiano (Novara - Genova)
- Luca Cambiaso, pittore italiano (Moneglia, n. 1527 - San Lorenzo de El Escorial, † 1585)
- Luca Carlevarijs, pittore italiano (Udine, n. 1663 - Venezia, † 1730)
- Luca Cattapane, pittore italiano (Cremona)
- Luca Antonio Colomba, pittore svizzero (Arogno, n. 1674 - Arogno, † 1737)
- Luca Crippa, pittore italiano (Seregno, n. 1922 - Seregno, † 2002)
- Luca Crocicchi, pittore italiano (Castello di Cantagallo, n. 1958)
- Luca Forte, pittore italiano (Napoli - † 1670)
- Luca Giordano, pittore italiano (Napoli, n. 1634 - Napoli, † 1705)
- Luca Longhi, pittore italiano (Ravenna, n. 1507 - Ravenna, † 1580)
- Luca da Leida, pittore e incisore olandese (Leida, n. 1494 - † 1533)
- Luca di Tommè, pittore italiano (Siena - † 1389)
- Luca da Reggio, pittore italiano (Reggio Emilia, n. 1605 - Padova, † 1654)
- Luca Mombello, pittore italiano (Orzivecchi - Orzivecchi)
- Luca Monverde, pittore italiano (Udine)
- Luca Penni, pittore italiano (Firenze - Parigi)
- Luca Postiglione, pittore italiano (Napoli, n. 1876 - Napoli, † 1936)
- Luca Rossetti da Orta, pittore italiano (Orta San Giulio, n. 1708 - † 1770)
- Luca Saltarello, pittore italiano (Genova, n. 1610 - Roma)
- Luca Signorelli, pittore italiano (Cortona - Cortona, † 1523)
- Luca Tomassini, pittore italiano (Asti, n. 1970)
- Luca da Montalcino, pittore italiano (Montalcino)
- Luca di Paolo da Matelica, pittore italiano (Matelica - Matelica, † 1491)

## Poeti(3)
- Luca Maria Capponi, poeta italiano (Triora, n. 1768 - † 1837)
- Luca Cubeddu, poeta e predicatore italiano (Pattada, n. 1748 - Oristano, † 1828)
- Luca Pulci, poeta italiano (La Cavallina, n. 1431 - Firenze, † 1470)

## Politici(40)
- Luca degli Albizi, politico e mercante italiano (Firenze, n. 1382 - † 1458)
- Luca Azzano Cantarutti, politico italiano (Spilimbergo, n. 1963)
- Luca Bagliani, politico italiano (Milano, n. 1959)
- Luca Beccari, politico sammarinese (Città di San Marino, n. 1974)
- Luca Bellotti, politico italiano (Trecenta, n. 1957)
- Luca Bergamo, politico italiano (Roma, n. 1961)
- Luca Boschi, politico sammarinese (Piacenza, n. 1972)
- Luca Briziarelli, politico italiano (Perugia, n. 1976)
- Luca Antonio Cangemi, politico italiano (Catania, n. 1966)
- Luca Carabetta, politico italiano (Rivoli, n. 1991)
- Luca Ceriscioli, politico italiano (Pesaro, n. 1966)
- Luca Ciriani, politico italiano (Pordenone, n. 1967)
- Luca Colasanto, politico, editore e giornalista italiano (Baselice, n. 1936)
- Luca Coletto, politico italiano (Verona, n. 1961)
- Luca Coscioni, politico e attivista italiano (Orvieto, n. 1967 - Orvieto, † 2006)
- Luca Danese, politico italiano (Roma, n. 1958)
- Luca De Carlo, politico italiano (Pieve di Cadore, n. 1972)
- Luca De Luca, politico italiano (Catanzaro, n. 1908 - † 1987)
- Luca Frusone, politico italiano (Frosinone, n. 1985)
- Luca Leoni Orsenigo, politico italiano (Cantù, n. 1962)
- Luca Lotti, politico italiano (Empoli, n. 1982)
- Luca Marconi, politico italiano (Recanati, n. 1959)
- Luca Marcora, politico italiano (Milano, n. 1960)
- Luca Migliorino, politico italiano (Battipaglia, n. 1979)
- Luca Paolini, politico italiano (Senigallia, n. 1960)
- Luca Pastorino, politico italiano (Genova, n. 1971)
- Luca Pirondini, politico italiano (Genova, n. 1981)
- Luca Rizzo Nervo, politico italiano (Bologna, n. 1978)
- Luca Romagnoli, politico e geografo italiano (Roma, n. 1961)
- Luca Sani, politico italiano (Massa Marittima, n. 1965)
- Luca Santolini, politico sammarinese (Borgo Maggiore, n. 1985)
- Luca Savelli, politico italiano (Roma, n. 1190 - Roma, † 1266)
- Luca Sbardella, politico italiano (Roma, n. 1973)
- Luca Squeri, politico e imprenditore italiano (Milano, n. 1961)
- Luca Sut, politico italiano (Pordenone, n. 1982)
- Luca Toccalini, politico italiano (Milano, n. 1990)
- Luca Vecchi, politico italiano (Reggio Emilia, n. 1972)
- Luca Volontè, politico italiano (Saronno, n. 1966)
- Luca Zaia, politico italiano (Conegliano, n. 1968)
- Luca de Samuele Cagnazzi, politico e scienziato italiano (Altamura, n. 1764 - Napoli, † 1852)

## Politologi(1)
- Luca Bellocchio, politologo italiano (Lecco, n. 1971)

## Presbiteri(2)
- Luca Passi, presbitero italiano (Bergamo, n. 1789 - Venezia, † 1866)
- Luca Peyron, presbitero e saggista italiano (Torino, n. 1973)

## Procuratori sportivi(1)
- Luca Ariatti, procuratore sportivo e ex calciatore italiano (Reggio Emilia, n. 1978)

## Produttori discografici(3)
- Luca Mattioni, produttore discografico, arrangiatore e tastierista italiano (Milano, n. 1973)
- The Night Skinny, produttore discografico e disc jockey italiano (Termoli, n. 1983)
- Sick Luke, produttore discografico e rapper italiano (Londra, n. 1994)

## Produttori televisivi(2)
- Luca Bernabei, produttore televisivo e autore televisivo italiano (Roma, n. 1964)
- Luca Ronchi, produttore televisivo e regista cinematografico italiano (Milano, n. 1955)

## Psichiatri(1)
- Luca Pani, psichiatra italiano (Cagliari, n. 1960)

## Pugili(2)
- Luca Giacón, ex pugile spagnolo (Fuengirola, n. 1988)
- Luca Messi, ex pugile italiano (Bergamo, n. 1975)

## Rapper(8)
- Grido, rapper e cantautore italiano (Milano, n. 1979)
- Lucariello, rapper italiano (Napoli, n. 1977)
- Capo Plaza, rapper italiano (Salerno, n. 1998)
- Mezzosangue, rapper italiano (Roma, n. 1991)
- Luchè, rapper e produttore discografico italiano (Napoli, n. 1981)
- Militant A, rapper e scrittore italiano (Roma, n. 1966)
- Montez, rapper e paroliere tedesco (Bielefeld, n. 1994)
- 'O Zulù, rapper italiano (Napoli, n. 1970)

## Registi(15)
- Luca Bercovici, regista, sceneggiatore e attore statunitense (New York, n. 1957)
- Luca D'Ascanio, regista e sceneggiatore italiano (L'Aquila, n. 1961)
- Luca Gianfrancesco, regista, montatore e produttore cinematografico italiano (Vairano Patenora, n. 1969)
- Luca Giberti, regista e produttore teatrale italiano (Genova)
- Luca Granato, regista e direttore della fotografia italiano (Salerno, n. 1981)
- Luca Guadagnino, regista, sceneggiatore e produttore cinematografico italiano (Palermo, n. 1971)
- Luca Immesi, regista e sceneggiatore italiano (Thiene, n. 1974)
- Luca Lucini, regista e produttore cinematografico italiano (Milano, n. 1967)
- Luca Manfredi, regista e sceneggiatore italiano (Roma, n. 1958)
- Luca Mazzieri, regista e sceneggiatore italiano (Parma, n. 1959)
- Luca Miniero, regista e sceneggiatore italiano (Napoli, n. 1967)
- Luca Ragazzi, regista, sceneggiatore e giornalista italiano (Roma, n. 1971)
- Luca Ribuoli, regista italiano (Alessandria, n. 1969)
- Luca Vendruscolo, regista e sceneggiatore italiano (Udine, n. 1966)
- Luca Verdone, regista italiano (Roma, n. 1953)

## Registi teatrali(2)
- Luca De Fusco, regista teatrale, direttore teatrale e direttore artistico italiano (Napoli, n. 1957)
- Luca Ricci, regista teatrale, drammaturgo e direttore artistico italiano (Pieve Santo Stefano, n. 1975)

## Religiosi(4)
- Luca Belludi, religioso e beato italiano (Padova, n. 1200 - Padova, † 1286)
- Luca Pacioli, religioso, matematico e economista italiano (Borgo Sansepolcro - Borgo Sansepolcro, † 1517)
- Luca Antonio Pagnini, religioso e grecista italiano (Pistoia, n. 1737 - Pisa, † 1814)
- Luca Spicola, religioso italiano (Pontecorvo - Pontecorvo, † 1490)

## Restauratori(1)
- Luca Becchetti, restauratore italiano (Roma, n. 1967)

## Rugbisti a 15(13)
- Luca Beccaris, rugbista a 15 italiano (Torino, n. 1987)
- Luca Bigi, rugbista a 15 italiano (Reggio Emilia, n. 1991)
- Luca Corona, rugbista a 15 e allenatore di rugby a 15 italiano (Frascati, n. 1977)
- Luca Martin, ex rugbista a 15 e allenatore di rugby a 15 italiano (Padova, n. 1973)
- Luca Martinelli, rugbista a 15 italiano (Benevento, n. 1989)
- Luca Morisi, rugbista a 15 italiano (Milano, n. 1991)
- Luca Nostran, rugbista a 15 italiano (Camposampiero, n. 1993)
- Luca Petillo, rugbista a 15 italiano (Roma, n. 1989)
- Luca Scarsini, rugbista a 15 italiano (n. 1993)
- Luca Sperandio, rugbista a 15 italiano (Treviso, n. 1996)
- Luca Tramontin, ex rugbista a 15 e autore televisivo italiano (Belluno, n. 1966)
- Luca Zara, rugbista a 15 italiano (Treviso, n. 1988)
- Luca Zini, rugbista a 15 italiano (Genova, n. 1998)

## Saggisti(1)
- Luca Paterio, saggista italiano

## Saltatori con gli sci(1)
- Luca Egloff, ex saltatore con gli sci svizzero (n. 1995)

## Santi(1)
- Luca, santo greco antico (Antiochia di Siria - Tebe)

## Sassofonisti(1)
- Luca Donini, sassofonista, clarinettista e compositore italiano (Legnago, n. 1964)

## Scacchisti(2)
- Luca Moroni, scacchista e youtuber italiano (Desio, n. 2000)
- Luca Shytaj, scacchista italiano (Tirana, n. 1986)

## Sceneggiatori(2)
- Luca De Benedittis, sceneggiatore italiano (Nardò, n. 1966)
- Luca Infascelli, sceneggiatore italiano (Roma, n. 1975)

## Scenografi(1)
- Luca Servino, scenografo italiano (Napoli, n. 1967)

## Schermidori(2)
- Luca Curatoli, schermidore italiano (Napoli, n. 1994)
- Luca Vitalesta, schermidore italiano (Roma, n. 1965)

## Sciatori alpini(9)
- Luca Aerni, sciatore alpino svizzero (Châtel-Saint-Denis, n. 1993)
- Luca Carrick-Smith, sciatore alpino britannico (n. 2005)
- Luca Cattaneo, ex sciatore alpino e sciatore freestyle italiano (Breno, n. 1972)
- Luca De Aliprandini, sciatore alpino italiano (Cles, n. 1990)
- Luca Lanzenberger, ex sciatore alpino austriaco (n. 1999)
- Luca Moretti, ex sciatore alpino italiano (Livigno, n. 1980)
- Luca Pesando, ex sciatore alpino e allenatore di sci alpino italiano (n. 1966)
- Luca Taranzano, ex sciatore alpino italiano (n. 1998)
- Luca Tiezza, ex sciatore alpino italiano (n. 1981)

## Sciatori freestyle(1)
- Luca Harrington, sciatore freestyle neozelandese (Wānaka, n. 2004)

## Scrittori(24)
- Luca Archibugi, scrittore, autore televisivo e regista italiano (Roma, n. 1957)
- Luca Azzolini, scrittore e curatore editoriale italiano (Ostiglia, n. 1983)
- Luca Barbieri, scrittore, fumettista e sceneggiatore italiano (Genova, n. 1976)
- Luca Bianchini, scrittore, pubblicitario e conduttore radiofonico italiano (Torino, n. 1970)
- Luca Cedrola, scrittore italiano (Napoli, n. 1968)
- Luca Centi, scrittore italiano (L'Aquila, n. 1985)
- Luca Crovi, scrittore italiano (Milano, n. 1968)
- Luca D'Andrea, scrittore italiano (Bolzano, n. 1979)
- Luca Damiani, scrittore e conduttore radiofonico italiano (Firenze, n. 1956)
- Luca Di Fulvio, scrittore, attore teatrale e drammaturgo italiano (Roma, n. 1957 - Roma, † 2023)
- Luca Doninelli, scrittore, giornalista e drammaturgo italiano (Leno, n. 1956)
- Luca Farinotti, scrittore, saggista e poeta italiano (Parma, n. 1972)
- Luca Masali, scrittore italiano (Torino, n. 1963)
- Luca Matranga, scrittore e presbitero italiano (Piana degli Albanesi, n. 1567 - † 1619)
- Luca Novelli, scrittore, disegnatore e giornalista italiano (Milano, n. 1947)
- Luca Ortino, scrittore italiano (Firenze, n. 1964)
- Luca Poldelmengo, scrittore e sceneggiatore italiano (Roma, n. 1973)
- Luca Ragagnin, scrittore e paroliere italiano (Torino, n. 1965)
- Luca Randazzo, scrittore italiano (Milano, n. 1971)
- Luca Rastello, scrittore e giornalista italiano (Torino, n. 1961 - Torino, † 2015)
- Luca Ricci, scrittore italiano (Pisa, n. 1974)
- Luca Tarenzi, scrittore e traduttore italiano (Somma Lombardo, n. 1976)
- Luca Trugenberger, scrittore italiano (Milano, n. 1955)
- Luca de Santis, scrittore, fumettista e saggista italiano (Campobasso, n. 1978)

## Scrittori di fantascienza(1)
- Luca Granzotto, autore di fantascienza italiano (Torino, n. 1968)

## Scultori(7)
- Luca Gerosa, scultore svizzero (Stabio, n. 1856 - Torino, † 1920)
- Luca di Sant'Elia, scultore italiano
- Luca Luchetti, scultore e pittore italiano (Ancona, n. 1938 - Roma, † 1993)
- Luca Reti, scultore italiano (Laino - Parma)
- Luca della Robbia, scultore, ceramista e orafo italiano (Firenze, n. 1400 - Firenze, † 1482)
- Luca Taiamonte, scultore italiano (n. 1410)
- Luca d'Andrea della Robbia, scultore italiano (Firenze - Parigi, † 1547)

## Sindacalisti(1)
- Luca Visentini, sindacalista italiano (Udine, n. 1969)

## Skater(1)
- Luca Giammarco, skater e arrampicatore italiano (Torino, n. 1968)

## Sociologi(1)
- Luca Ricolfi, sociologo e politologo italiano (Torino, n. 1950)

## Sportivi(1)
- Luca Bellini, sportivo italiano (Chiavari, n. 1982)

## Storici dell'arte(1)
- Luca Trevisan, storico dell'arte italiano (Vicenza, n. 1976)

## Storici della filosofia(1)
- Luca Maria Bianchi, storico della filosofia, saggista e medievista italiano (Milano, n. 1957)

## Taekwondoka(1)
- Luca Massaccesi, taekwondoka italiano (Fabriano, n. 1965)

## Telecronisti sportivi(1)
- Luca Franchini, telecronista sportivo e scrittore italiano (Varese, n. 1965)

## Tennisti(5)
- Luca Bottazzi, ex tennista italiano (Milano, n. 1963)
- Luca Margaroli, tennista svizzero (Brescia, n. 1992)
- Luca Nardi, tennista italiano (Pesaro, n. 2003)
- Luca Van Assche, tennista francese (Woluwe-Saint-Lambert, n. 2004)
- Luca Vanni, ex tennista e allenatore di tennis italiano (Arezzo, n. 1985)

## Tenori(3)
- Luca Botta, tenore italiano (Amalfi, n. 1882 - New York, † 1917)
- Luca Canonici, tenore italiano (Montevarchi, n. 1960)
- Luca Lupoli, tenore italiano (Napoli)

## Terroristi(2)
- Luca Mantini, terrorista italiano (Firenze, n. 1946 - Firenze, † 1974)
- Luca Nicolotti, terrorista e brigatista italiano (Torino, n. 1954)

## Thaiboxer(1)
- Luca Negosanti, thaiboxer italiano (Cesena, n. 1986)

## Tipografi(1)
- Luca Bertelli, tipografo italiano (Venezia, n. 1550 - † 1580)

## Tiratori a segno(1)
- Luca Tesconi, tiratore a segno italiano (Pietrasanta, n. 1982)

## Tiratori a volo(1)
- Luca Scribani Rossi, tiratore a volo italiano (Roma, n. 1960)

## Traduttori(1)
- Luca Conti, traduttore e giornalista italiano (Firenze, n. 1962)

## Trombettisti(1)
- Luca Aquino, trombettista e compositore italiano (Benevento, n. 1974)

## Trovatori(1)
- Luca Grimaldi, trovatore italiano (Genova)

## Ultramaratoneti(2)
- Luca Carrara, ultramaratoneta e fondista di corsa in montagna italiano (Scanzorosciate, n. 1977)
- Luca Sala, ultramaratoneta italiano (Monza, n. 1971)

## Umanisti(3)
- Lucio Marineo Siculo, umanista, storico e poeta italiano (Vizzini, n. 1444 - Spagna, † 1533)
- Luca Olstenio, umanista, geografo e storico tedesco (Amburgo, n. 1596 - † 1661)
- Luca della Robbia, umanista italiano (Firenze, n. 1484 - Firenze, † 1519)

## Velisti(3)
- Luca Belluzzi, ex velista sammarinese (n. 1977)
- Luca Devoti, velista italiano (Verona, n. 1963)
- Luca Santella, velista italiano (Carrara, n. 1963)

## Velocisti(5)
- Luca Galletti, velocista italiano (Lugo, n. 1980)
- Luca Lai, velocista italiano (Oristano, n. 1992)
- Luca Simoni, ex velocista italiano (Venezia, n. 1977)
- Luca Sito, velocista italiano (Milano, n. 2003)
- Luca Verdecchia, velocista italiano (Porto San Giorgio, n. 1978)

## Vescovi cattolici(9)
- Luca Bertini, vescovo cattolico italiano (Siena, † 1384)
- Luca Brandolini, vescovo cattolico italiano (Monte Compatri, n. 1933)
- Luca Cellesi, vescovo cattolico italiano (Pistoia, n. 1577 - Pistoia, † 1661)
- Luca Nicola De Luca, vescovo cattolico italiano (Ripalimosani, n. 1734 - Napoli, † 1826)
- Luca Gaurico, vescovo cattolico e astrologo italiano (Gauro di Giffoni, n. 1475 - Roma, † 1558)
- Luca di Melicuccà, vescovo cattolico e monaco cristiano italiano (Melicuccà - Amaroni, † 1114)
- Luca Muazzo, vescovo cattolico italiano (Pordenone, † 1451)
- Luca Antonio Resta, vescovo cattolico italiano (Massafra - Andria, † 1597)
- Luca de Sarzana, vescovo cattolico italiano (Agrigento - † 1471)

## Violinisti(1)
- Luca Fanfoni, violinista italiano (San Secondo Parmense, n. 1964)

## Senza attività specificata(4)
- Luca D'Ascia, italianista e critico letterario italiano (Roma, n. 1964)
- Luca Matteotti, ex snowboarder italiano (Aosta, n. 1989)
- Luca Mazzone, paraciclista e ex nuotatore italiano (Terlizzi, n. 1971)
- Luca d'Alessandro, ex politico italiano (Roma, n. 1965)